# 神戸市立福住小学校
神戸市立福住小学校（こうべしりつ ふくずみしょうがっこう）は、兵庫県神戸市灘区福住通7丁目に所在する公立小学校。

## 沿革
- 1932年（昭和7年）4月1日 - 神戸市福住尋常小学校として開校。（稗田尋常小学校・摩耶尋常小学校・宮本尋常小学校[1]より校区分離）
- 1934年（昭和9年）9月18日 - 校歌制定。
- 1941年（昭和16年）4月1日 - 神戸市福住国民学校と改称。
- 1942年（昭和17年）9月1日 - 上筒井国民学校創立による校区分離。
- 1945年（昭和20年）10月 - 上筒井国民学校が戦災により、当校校舎の一部を使用。
- 1947年（昭和22年）4月1日 - 神戸市立福住小学校と改称。
- 1948年（昭和23年）4月 - 神戸市立上野中学校が仮校舎として当校内で創立。
- 1949年（昭和24年）4月12日 - 上筒井小学校が当校より移転。
- 1953年（昭和28年）8月10日 - 上野中学校が当校より移転。
- 1992年（平成4年）5月18日 - 自然学校第1回実施。
- 1995年（平成7年）1月17日 - 阪神・淡路大震災が発生。校地に避難所を設置。

## 通学区域
- 神戸市灘区[2]
  - 灘北通7 - 10丁目、城内通1 - 5丁目、原田通1 - 3丁目、王子町1 - 3丁目、中原通6 - 7丁目、福住通6 - 8丁目、天城通6 - 8丁目、赤坂通6 - 8丁目、上野(高尾山を除く)、上野通6～8、城の下通1丁目(2・3・5～7番)・2丁目・3丁目(1番(14～19号)・2番(15～23号)・3～7番・8番(48～54号)を除く)、岩屋

※卒業後は基本的に神戸市立上野中学校に進学する。

## 主な施設など
- 神戸市立王子動物園
- 青谷川公園
- 福住公園

## 交通
- 阪急神戸線王子公園駅より
- 神戸市バス（102系統）王子公園東より

## 通学区域が隣接している学校
- 神戸市立美野丘小学校
- 神戸市立摩耶小学校
- 神戸市立稗田小学校
- 神戸市立西灘小学校
- 神戸市立灘の浜小学校
- 神戸市立宮本小学校
- 神戸市立上筒井小学校
- 神戸市立雲中小学校